# NGC 3082
NGC 3082 is een elliptisch sterrenstelsel in het sterrenbeeld Luchtpomp. Het hemelobject werd op 30 maart 1835 ontdekt door de Britse astronoom John Herschel.

## Synoniemen
- ESO 435-18
- MCG -5-24-11
- AM 0956-300
- PGC 28829